# Niek Kimmann
Niek Kimmann (Lutten, 20 maggio 1996) è un ciclista di BMX olandese, medaglia d'oro nella gara di specialità ai Giochi olimpici di Tokyo 2020.

## Palmarès
- Giochi olimpici

Tokyo 2020:  Oro nel BMX
- Mondiali

2015 - Heusden-Zolder: oro nella gara e argento nella cronometro elite.
2016 - Medellin: oro nella cronometro e argento nella gara elite.
2019 - Heusden-Zolder: argento nella gara elite.
2021 - Arnhem: oro nella gara elite.
2024 - Rock Hill: argento nella gara elite.
- Europei

2019 - Valmiera: oro nella gara elite.
2023 - Besançon: oro nella gara e nella cronometro a squadre elite.
- Mondiali juniores

2013 - Auckland: bronzo nella cronometro juniores
2014 - Rotterdam: oro nella gara e nella cronometro juniores.
- Europei juniores
- 2013: bronzo nella gara juniores.
- 2014 - Roskilde: oro nella gara juniores.